# Ассоциация шахматных профессионалов
Ассоциация шахматных профессионалов — международная некоммерческая организация, главной целью которой является защита прав шахматистов-профессионалов, повсеместная пропаганда шахмат во всех странах посредством проведения шахматных турниров и организации других шахматных мероприятий.
Руководство АШП осуществляется Советом, в который входят 9 её членов, избранных на 4 года Генеральной Ассамблеей. По состоянию на апреля 2014 года в Совет АШП входят президент АШП Эмиль Сутовский (Израиль), директор Совета Юрий Гарретт (Италия), ответственный секретарь АШП Бартоломей Мачейя (Польша), казначей АШП Павел Трегубов (Россия), а также Олена Бойцун (Украина), Дмитрий Кряквин (Россия), Паримарьян Неги (Индия), Джованни Вескови (Бразилия) и Джероен ван ден Берг (Нидерланды).
По состоянию на 2 апреля 2014 года АШП объединяла более тысячи шахматистов (814 мужчин и 195 женщин). За месяц активной работы нового руководства АШП число членов Ассоциации увеличилось более чем вдвое — 650 шахматистов из 62 стран мира. В их число входят практически все ведущие игроки.
Правом вступить в АШП обладают шахматисты, имеющие звания международного мастера (IM, WIM) или международного гроссмейстера (GM, WGM), а также шахматисты, не имеющие международного звания и другие шахматные деятели (тренеры, арбитры, организаторы, преподаватели, шахматные журналисты, президенты шахматных клубов), которые могут доказать, что шахматы составляют важную часть их профессиональной деятельности. Для их принятия необходимо одобрение Совета АШП.
По предложению Президента АШП Эмиля Сутовского с 1 января 2012 года по 1 апреля 2012 года для всех, кто подходил под критерии члена АШП, вступление в АШП прошло без уплаты членских взносов. Предложение было поддержано Советом АШП.
В функции Совета входит:
- разработка новых инновационных проектов по развитию профессиональных шахмат;
- работа c ФИДЕ, ЕШС, национальными федерациями;
- работа по привлечению средств для реализации проектов АШП;
- проведение турниров АШП и их широкое освещение в СМИ;
- регулярное обновление рейтингов АШП-тура;
- проведение опросов и исследований с целью выработки рекомендаций для организаторов профессиональных турниров;
- проведение Генеральных Ассамблей АШП и прочее.

Ежегодно более 70 турниров объединены в АШП-тур. Шахматисты, набравшие больше всех баллов в течение года, получают право принять участие в Кубке мира АШП по быстрым шахматам. Кубок АШП организовывается с 2007 года, Кубок АШП среди женщин — с 2009 года. Кубок АШП среди женщин в 2012 году прошёл с 17 по 22 февраля в Тбилиси (Грузия) с рекордным призовым фондом для женских соревнований по быстрым шахматам — 40 тысяч долларов.